# La Gravelle
 La Gravelle  là một xã thuộc tỉnh Mayenne trong vùng Pays de la Loire tây bắc nước Pháp. Xã này nằm ở khu vực có độ cao trung bình 163 mét trên mực nước biển.
Sông Oudon bắt nguồn ở thị trân La Gravelle.